# Interior de Casa (Jean-Jacques de Boissieu)
Interior de Casa é um notável óleo sobre tela, de Jean-Jacques de Boissieu, datado do ano de 1767. O quadro foi, a 16 de Setembro de 2005, adquirido pelo Museu do Louvre, de Paris, onde se encontra hoje exibido.

## História
Esta pintura data do ano de 1767. Boissieu produziu muitas obras, mas a sua alergia às tintas de óleo fez com que tivesse que parar de pintar em 1780. Mesmo assim, quase todas as suas pinturas encontram-se nas colecções públicas francesas, tendo notáveis telas nos museus de Belas-Artes de Lyon, Nice, Nantes e Sens, entre retratos e paisagens, sem exceptuar as cenas de interiores de casas, ou seja, as cenas ditas «intimístas». A colecção de Lyon é provavelmente a mais completa, não fosse artista foi o ilustre fundador da École d'Art de Lyon. 
Esta tela, recentemente adquirida pelo Louvre, de Paris, não estava em domínio público. Hoje é uma das mais afamadas aquisições do museu, devido aos seus pequenos detalhes e ao seu significado e importância.

## O estilo
A obra antecede, digamos assim, o estilo neoclássico e o término do «Ancien Régime» francês. Assim podem, no quadro, encontrar-se alusões tanto ao barroco como ao neoclássico emergente. No entanto o quadro exibe uma simplicidade que contrasta com a riqueza da cena quotidiana retratada. 

## O tema da obra
Neste quadro, que alguns têm como uma obra-prima do setecento, a família retratada é supostamente a do pintor, sendo como tal, a família Boissieu. Esta mostra-se com muita soberba, como se se tratssse de uma família aristocrata.
O tema central da obra é uma, sem demais, família - à parte a questão de esta ser a do artista - a observar alegremente os trabalhos de um artista, numa sala palaciana, decorada com vérios quadros e esculturas. Curiosamente - e um detalhe que tornou a pintura célebre -, um dos quadros é da autoria de Rembrandt. O facto de ser possuidor de um quadro como este este indica não só a fortuna da qual o pintor dispunha, como também a burguesa posição social do artista e da sua família. Na pintura são notáveis influências da pintura flamenga do século XVII.